# 現代教父
《現代教父》（英語：Prizzi's Honor）是一部于1985年上映的美國黑色幽默犯罪片，由約翰·休斯頓執導。影片講述了由杰克·尼科尔森與凯瑟琳·特纳出演的兩位高超的黑手党刺客，在二人相愛后被雇用來殺死對方的故事。劇本由理查德·康登基於1982年創作的同名小説改編。該電影的其他配角包括但不限於安杰丽卡·休斯顿（導演之女）、羅伯特·勞吉亞、約翰·倫道夫、CCH·龐德、勞倫斯·蒂爾尼以及威廉姆·希基，史丹利·特治出演一位小角色，這部電影也是他的電影處女作。
《現代教父》由二十世紀影業發行並于1985年6月14日在電影院上映。該電影因其演員的精彩演出（其中最精彩的是安傑麗卡·休斯頓的演出）而受到好評。但是該電影的票房成績卻令人失望，其1600萬美元的預算僅取得了2600萬美元的票房收入。
該電影榮獲第58届奥斯卡金像奖8項提名，包括但不限於最佳影片、最佳導演、最佳男主角以及最佳改編劇本獎（安潔莉卡·休斯頓榮獲最佳女配角獎）。同時榮獲四項金球獎，包括但不限於最佳音樂及喜劇類電影男主角（傑克·尼科爾森）以及最佳音樂及喜劇類電影女主角獎（凱瑟琳·特納）。

## 剧情
查理·帕塔纳是纽约普里兹黑手党家族的职业杀手。家族由年迈的科拉多·普里兹掌管，家族事务通常由他的儿子多米尼克和爱德华多以及他的长期得力助手，同时也是查理父亲的安吉洛负责。
在一场家族婚礼上，查理被一位他并不认识的美丽的非意大利裔女子所吸引。他向多米尼克的女儿、被疏远的梅罗丝·普里兹打听这位女子，全然不知梅罗丝对他仍有情愫。两人曾是恋人，梅罗丝因与查理的恋情未结束便与另一个男人私奔，而遭到父亲的冷落。
查理飞往加利福尼亚州，执行一项刺杀任务，目标是抢劫内华达州一家赌场的马克西·海勒。他惊讶地发现，马克西正是婚礼上那位女子艾琳·沃克分居的丈夫。艾琳偿还了马克西偷走的部分钱款，而查理天真地（或故意地）相信艾琳没有参与赌场的骗局。此时，两人已坠入爱河，最终前往墨西哥结婚。嫉妒的梅罗丝独自前往西部，以查明艾琳是否背叛了普里兹家族。这个信息让梅罗丝在父亲和普里兹家族的堂主面前多少挽回了一些颜面。查理的父亲后来透露，艾琳（她曾声称自己是税务顾问）其实是一名“承包商”，和查理一样，也为黑手党执行暗杀任务。
多米尼克擅自行动，想除掉查理，于是雇了一名杀手，却不知道他雇用的正是查理的妻子。安吉洛站在儿子这边，而爱德华多对自己兄弟的行为感到震惊，于是帮助安排多米尼克永久性地离开家族。
艾琳和查理联手进行了一场绑架，旨在为家族带来财富，但在此过程中，艾琳射杀了一名警长的妻子，危及了普里兹家族与警方的商业关系。堂主还要求艾琳为她在内华达州的未经授权的活动支付一大笔钱，但她并不愿意。最终，堂主告诉查理，他的妻子“必须离开”。
在加利福尼亚，情况变得白热化。查理装作一切如常，回家与妻子相见。两人在卧室里同时拔出了武器。最终，艾琳身亡，查理回到了纽约，思念着她，但得到了梅罗丝的安慰。

## 演员
- 杰克·尼科尔森 饰 查理·帕塔纳
- 凯瑟琳·特纳 饰 艾琳·沃克
- 安杰丽卡·休斯顿 饰 梅罗丝·普里兹
- 羅伯特·勞吉亞 饰 爱德华多·普里兹
- 約翰·倫道夫（英语：John Randolph (actor)） 饰 安吉洛·“老爹”·帕塔纳
- 威廉姆·希基（英语：William Hickey (actor)） 饰 科拉多·普里兹长老
- 李·理查德森（英语：Lee Richardson (actor)） 饰 多米尼克·普里兹
- 迈克尔·伦巴德（英语：Michael Lombard） 饰 罗萨里奥·菲兰吉
- CCH·龐德（英语：CCH Pounder） 饰 “桃子”·奥尔塔蒙特
- 乔治·桑托彼得罗 饰 水管工
- 安·塞勒佩尼奥 饰 阿玛利亚·普里兹
- 勞倫斯·蒂爾尼（英语：Lawrence Tierney） 饰 警探戴维·汉利
- 维克·波利佐斯（英语：Vic Polizos） 饰 菲尔·维蒂米扎雷
- 迪克·奥尼尔（英语：Dick O'Neill） 饰 布鲁斯通
- 萨利·博亚尔（英语：Sully Boyar） 饰 卡斯科·瓦索恩
- 雷蒙德·海勒 饰 萨尔·博卡
- 约瑟夫·鲁斯金（英语：Joseph Ruskin） 饰 马克西·海勒
- 塞思·艾伦 饰 阿尔文·戈姆斯基
- 多米尼克·巴托 饰 普雷斯托·西吉隆
- 雷蒙德·塞拉（英语：Raymond Serra） 饰 博卡
- 史丹利·特治 饰 士兵

## 外部鏈接
- 官方网站 at MGM.com
- 爛番茄上《Prizzi's Honor》的資料（英文）
- AllMovie上《現代教父》的资料（英文）
- 互联网电影数据库（IMDb）上《現代教父》的资料（英文）
- TCM电影资料库上《現代教父》的资料（英文）
- 豆瓣电影上《現代教父》的資料 （简体中文）